# Vigilante (personaggio)
Il Vigilante è un nome usato da diversi personaggi immaginari che appaiono nei fumetti statunitensi pubblicati da DC Comics.

## Incarnazioni del personaggio
- Greg Saunders
- Adrian Chase: un procuratore distrettuale di New York la cui famiglia era stata uccisa da mafiosi e che aveva cercato giustizia a modo suo come il Vigilante; assunse il ruolo di Vigilante dopo la morte di Dave Winston; si suicidò per depressione; alla ricerca di vendetta su Peacemaker, Chase venne picchiato e smascherato in diretta TV, ponendo così fine alla sua identità segreta e costringendolo al suicidio.
- Alan Welles
- Dave Winston: era un Vigilante che si rifiutava di uccidere, intimidiva ma non faceva mai abuso della propria forza. Fu ucciso da Peacemaker durante il tentativo di fermare il dirottamento di un aereo, da cui Chase era scesa.
- Patricia Trayce
- Adeline Kane
- Justin Powell
- Dorian Chase è un personaggio immaginario dei fumetti creato da Marv Wolfman e George Pérez nel 1993; è il fratello minore del vecchio Vigilante, Adrian Chase; dopo la sua morte il ruolo del Vigilante prese il suo posto. A differenza del fratello, Dorian era un militare dei corpi speciali, estremamente aggressivo, e si farà ben presto temere dai criminali. Nel ruolo del Vigilante, dovette scontrarsi con diversi eroi del mondo DC Comics a causa del suo modo di fare; in particolare personaggi del calibro di Batman e Nightwing (Dick Grayson), ma anche con criminali come Deathstroke, Joker, Ra's al Ghul, Two Face e Bane. Dorian Chase dispone di una condizione fisica all'apice della perfezione umana e si sottopone quotidianamente a intensive e snervanti sessioni di callistenia per incrementare la propria forza fisica; come risultato di un addestramento multidisciplinare nelle forze di ricognizione dello United States Marine Corps, ha inoltre ricevuto una formazione completa nei Navy SEAL, nonché varie esercitazioni crociate coi reggimenti speciali israeliani. Dopo aver iniziato la sua carriera come Vigilante si è inoltre servito della sua formazione e disciplina militare per migliorare ed ampliare le sue capacità in settori utili alla sua missione, quali il camuffamento o l'uso di armi non militari; oltre alla sua abilità di soldato, Dorian è un superbo stratega dotato di capacità tattiche eccezionali e specializzato in operazioni clandestine, utilizzo e manutenzione di armi da fuoco specialistiche, infiltrazione in strutture o territori nemici pesantemente sorvegliati, assassinio, tortura, rapimento, spionaggio, tattiche stealth ed ordigni esplosivi improvvisati. Vigilante è incredibilmente abile nel combattimento corpo a corpo e in svariate forme di arti marziali come la Muay Thai, il Ninjutsu, il Taekwondo, il Kyokushin e il Hwa Rang Do; dispone di un'insormontabile forza di volontà, che lo rende pressoché immune al controllo mentale, e di una soglia del dolore tanto elevata da poter rimanere in piedi anche dopo essere stato colpito da un'arma da fuoco di piccolo calibro, accoltellato in pieno petto, lanciato più volte attraverso un muro, colpito con un taser o da un potente tranquillante. Dorian è anche un grande esperto di armi bianche, un abilissimo spadaccino (con la katana) e si è spesso dimostrato capace di utilizzare anche armi e dispositivi ideati da supercriminali.
- Donald Fairchild

## Altri media
- Il Vigilante è comparso come antagonista secondario nella quinta stagione e nella sesta stagione della serie televisiva Arrow del canale The CW. Nella quinta è un brutale assassino che uccide le persone accusate di alcuni crimini (a prescindere dal fatto che siano veramente colpevoli) e che diverse volte si scontra con Oliver Queen ed il suo team, senza che venga mai svelata la sua identità; solo nella sesta stagione si scopre che egli in realtà è Vincent Sobel, ex fidanzato e partner di Dinah Drake, che l'ha creduto morto per tre anni quando in realtà era diventato un metaumano in seguito all'esplosione dell'acceleratore di particelle dei laboratori S.T.A.R. e che da poliziotto si è trasformato in un vigilante. È stato interpretato da Clayton Chitty nella quinta stagione e da Johann Urb nella sesta.
- Adrian Chase / Vigilante appare nella prima e unica serie televisiva del DC Extended Universe (DCEU), la prima stagione di Peacemaker, interpretato da Freddie Stroma.[2] In origine il ruolo era stato affidato a Chris Conrad[3] che ha abbandonato il progetto a causa di divergenze creative.[2] Gunn inoltre aveva inizialmente considerato di rendere il personaggio protagonista del film The Suicide Squad - Missione suicida, ma lo ha sostituito con Bloodsport. In questa versione è uno strambo cameriere che combatte il crimine nei panni del giustiziere Vigilante, collaborando in diverse occasioni con il collega Peacemaker, non rivelandogli però la sua vera identità (egli infatti è il fratello minore di un vecchio amico di Peacemaker). Nonostante il suo carattere estremamente ingenuo e comico, egli è un sociopatico senza alcuna remora nell'uccidere altri esseri umani e che antepone il rispetto della legge a qualsiasi cosa, tanto da non farsi problemi ad uccidere anche per i reati minori. Ricongiuntosi con l'amico Peacemaker, Vigilante si allea con una squadra di Amanda Waller per affrontare la razza aliena delle Farfalle, stringendo un solido legame di amicizia con i componenti del gruppo e dimostrandosi un valido elemento in battaglia nonostante il suo atteggiamento. Nel corso della prima stagione inoltre prova ad uccidere Auggie Smith / Drago Bianco, padre del suo amico che vede come nocivo per la sua salute mentale: dopo un tentativo fallito collaborerà con Peacemaker e l'agente governativo John Economos per sconfiggere il potente supercriminale.